# げそいくお
げそ いくお（1987年10月30日 - ）は、日本のアニメ監督、アニメーター。奥居 久明（おくい ひさあき）、ikuo名義でも活動している。

## 経歴
滋賀県立彦根東高等学校卒業。大阪アニメーター学院出身。2016年時点ではTRIGGERに所属していた。その後、稲垣亮祐と共にアルバクロウを設立する。
2016年に『ハッカドール』と初音ミクのコラボレーションイラストを描いた。

## 人物
90年代のアニメを好む。「古き良き」を今風に作ることに長けているとされており、山本寛はげそをたつきと並べて市場に影響力があるアニメーターの一人として挙げた。

## 作品
- ギルティクラウン（原画、2011年）[6]
- KY系JCクウキちゃん（2013年、監督、キャラクターデザイン、メインアニメーター）[7]
- ハッカドール THE あにめ〜しょん（2015年、監督・キャラクターデザイン）[8]
- 魔法陣グルグル（2017年、シリーズ構成・脚本）[9][10]
- 「キャベツ検定」（作詞） [11]
- 映画ドラえもん のび太の宇宙小戦争 2021（2022年、演出）
- ブルーアーカイブ The Animation（2024年、OP絵コンテ・演出・総作画監督）
- キン肉マン 完璧超人始祖編（2024年、ED〈エンディングディレクター・絵コンテ・演出[12]・作画〉）
- ウィッチウォッチ（2025年、絵コンテ）